# Nederlands landskampioenschap 1910-1911
Al campionato parteciparono diciassette squadre e lo Sparta Rotterdam vinse il titolo.

## Est
|   | Club            | G  | V | N | P | GF | GS | Punti | DR  |                            |
| - | --------------- | -- | - | - | - | -- | -- | ----- | --- | -------------------------- |
| 1 | GVC Wageningen  | 10 | 7 | 1 | 2 | 22 | 7  | 15    | +15 | Qualificata per la finale. |
| 2 | Quick Nijmegen  | 10 | 7 | 1 | 2 | 22 | 8  | 15    | +14 |                            |
| 3 | Vitesse         | 10 | 5 | 1 | 4 | 10 | 16 | 11    | -6  |                            |
| 4 | RKVV Wilhelmina | 10 | 3 | 2 | 5 | 12 | 16 | 8     | -4  |                            |
| 5 | EFC PW 1885     | 10 | 3 | 1 | 6 | 11 | 15 | 7     | -4  |                            |
| 6 | Koninklijke UD  | 10 | 1 | 2 | 7 | 9  | 24 | 4     | -15 |                            |

G = Partite giocate; V = Vittorie; N = Nulle/Pareggi; P = Perse; GF = Goal fatti; GS = Goal subiti; DR = Differenza reti, PT = Punti

## Ovest
|    | Club              | G  | V  | N | P  | GF | GS | Punti | DR  |                                          |
| -- | ----------------- | -- | -- | - | -- | -- | -- | ----- | --- | ---------------------------------------- |
| 1  | Sparta Rotterdam  | 20 | 14 | 3 | 3  | 68 | 21 | 31    | +47 | Qualificata per la finale.               |
| 2  | VOC               | 20 | 10 | 8 | 2  | 47 | 27 | 28    | +20 |                                          |
| 3  | CVV Velocitas     | 20 | 12 | 3 | 5  | 47 | 27 | 27    | +20 |                                          |
| 4  | HBS Craeyenhout   | 20 | 9  | 5 | 6  | 39 | 34 | 23    | +5  |                                          |
| 5  | Koninklijke HFC   | 20 | 8  | 6 | 6  | 36 | 34 | 22    | +2  |                                          |
| 6  | DFC               | 20 | 9  | 2 | 9  | 32 | 39 | 20    | -7  |                                          |
| 7  | HFC Haarlem       | 20 | 6  | 7 | 7  | 34 | 39 | 19    | -5  |                                          |
| 8  | HVV Den Haag      | 20 | 4  | 9 | 7  | 39 | 39 | 17    | 0   |                                          |
| 9  | HC & CV Quick     | 20 | 5  | 7 | 8  | 32 | 42 | 17    | -10 |                                          |
| 10 | USV Hercules      | 20 | 2  | 4 | 14 | 20 | 53 | 8     | -33 | Non partecipante la stagione successiva. |
| 11 | Bredania/'t Zesde | 20 | 2  | 4 | 14 | 13 | 52 | 8     | -39 | Non partecipante la stagione successiva. |

G = Partite giocate; V = Vittorie; N = Nulle/Pareggi; P = Perse; GF = Goal fatti; GS = Goal subiti; DR = Differenza reti, PT = Punti

## Finale per il titolo
| Squadra 1      | Totale | Squadra 2        | Andata | Ritorno |
| -------------- | ------ | ---------------- | ------ | ------- |
| GVC Wageningen | 1-6    | Sparta Rotterdam | 0-1    | 1-5     |

Lo Sparta Rotterdam vince il titolo.